# Lee Seo-jin
Lee Seo-jin (en hangul, 이서진; nacido en Seúl el 30 de enero de 1971) es un actor, modelo y personaje televisivo surcoreano.

## Carrera
Nacido en el seno de una familia activa en el mundo de las finanzas, Lee se graduó en administración de empresa en la Escuela de Negocios Stern de la Universidad de Nueva York. Cuando optó por iniciar su carrera de actor tuvo que enfrentarse a una gran oposición familiar.
Debutó en 1999 en la serie televisiva House Above the Waves, pero su primer papel importante fue el del comandante Hwangbo Yoon en la exitosa serie histórica Damo (2003). En esta serie, la favorita del actor, la coprotagonista era Ha Ji-won, y significó un gran aumento de popularidad para Lee. El éxito de público se reprodujo al año siguiente con el drama romántico El Fénix, donde interpreta a un joven pobre que se casa con la hija de una familia adinerada.
En 2006 fue un vampiro en la serie Freeze. En 2009 fue un perfilador criminal en Soul, cuya ambigüedad moral le lleva de buscar el bien a ceder a la tentación del mal.
Uno de los papeles por los que es más conocido, sin embargo, es el del rey Jeongjo en la serie de 2007 Yi San, donde comparte pantalla con Han Ji-min. La serie estaba planeada en sesenta capítulos, pero el gran éxito obtenido (con puntas de más del 33 % de audiencia) indujo a MBC a añadir otros diecisiete. Otro personaje histórico en el que destacó Lee fue el del general Gyebaek en la serie homónima (MBC, 2011).
En 2016 interpretó en Marriage Contract al hijo de un chaebol que busca una donante a través de un contrato matrimonial para salvar a su madre, que necesita un trasplante de hígado. La serie alcanzó una media de casi el 20 % de audiencia y tanto Lee como su coprotagonista Uee fueron premiados por su labor.
En paralelo a su carrera como actor, Lee ha protagonizado exitosos espectáculos de variedades del productor Na Young-seok, como Grandpas Over Flowers, Youn's Kitchen y Three Meals a Day, por lo que el público más joven tal vez lo conoce más en esta faceta de personaje televisivo que como actor.

## Vida personal
Lee comenzó una relación desde 2006 con la que fue su compañera de reparto en la serie Lovers, Kim Jong-un, precisamente a partir del periodo de rodaje de la misma. La relación se rompió en octubre de 2008.
En 2011 fue contratado por Ask Veritas Asset Management, empresa especializada en invertir en bienes raíces, propiedad intelectual y contenidos, como director del segundo departamento de contenidos globales.

### Actividades filantrópicas
El actor es voluntario habitual de Hábitat para la Humanidad desde 2006, organización para la que encabezó en 2008 una campaña de construcción de viviendas. En 2010 estableció el "Fondo Let's Tree" junto con la Fundación Nippon y la franquicia de alimentos de Corea del Sur Génesis, destinado a actividades de reforestación.

## Filmografía

### Cine
| Año  | Título               | Hangul       | Papel          | Notas              | Ref.   |
| ---- | -------------------- | ------------ | -------------- | ------------------ | ------ |
| 2000 | Ghost Taxi           | 공포 택시    | Gil-nam        |                    |        |
| 2001 | I Love You           | 아이 러브 유 | Jin-sung       |                    |        |
| 2005 | Shadowless Sword     | 무영검       | Dae Jeong-hyun |                    | [ 17 ] |
| 2015 | Love Forecast        | 오늘의 연애  | Lee Dong-jin   | Aparición especial | [ 18 ] |
| 2015 | The Shameless        | 무뢰한       |                |                    | [ 19 ] |
| 2018 | Intimate Strangers   | 완벽한 타인  | Joon-mo        |                    | [ 10 ] |
| 2019 | Trap: Director's Cut | 트랩         | Kang Woo-hyun  |                    | [ 20 ] |

### Series de televisión
| Año     | Título                                 | Papel                   | Canal | Notas                     | Ref.                 |
| ------- | -------------------------------------- | ----------------------- | ----- | ------------------------- | -------------------- |
| 1999    | House Above the Waves                  | Yoon Sang               | SBS   |                           |                      |
| 1999    | Wang Cho (The Boss)                    |                         | MBC   |                           |                      |
| 2001    | Her House                              | Lee Joon-hee            | MBC   |                           |                      |
| 2001    | New Nonstop                            |                         | MBC   | Aparición especial        | [ 21 ]               |
| 2001    | Sunday Best: A Good Man, Lee Young-woo | Lee Young-woo           | KBS2  | Drama en un capítulo      |                      |
| 2002    | Since We Met                           | Kang Min-suk            | MBC   |                           |                      |
| 2002-03 | Shoot for the Stars                    | Do-hyun                 | SBS   |                           |                      |
| 2003    | Damo                                   | Comandante Hwangbo Yoon | MBC   |                           | [ 1 ]                |
| 2004    | El Fénix                               | Jang Sae-hoon           | MBC   |                           | [ 2 ]                |
| 2006    | Freeze                                 | Baek Joong-won          |       |                           | [ 22 ] [ 3 ]         |
| 2006-07 | Lovers                                 | Ha Kang-jae             | SBS   |                           | [ 1 ] [ 11 ]         |
| 2007-08 | Yi San                                 | Yi San (Rey Jeongjo)    | MBC   |                           | [ 5 ]                |
| 2008    | On Air                                 | Él mismo                | SBS   | Aparición especial, ep. 9 | [ 23 ]               |
| 2009    | Soul                                   | Shin Ryu                | MBC   |                           | [ 24 ] [ 4 ]         |
| 2011    | Gyebaek                                | Gyebaek                 | MBC   |                           | [ 7 ]                |
| 2014    | Wonderful Days                         | Kang Dong-seok          | KBS2  |                           | [ 25 ] [ 26 ]        |
| 2016    | Marriage Contract                      | Han Ji-hoon             | MBC   |                           | [ 27 ]               |
| 2019    | Trap                                   | Kang Woo-hyun           | OCN   |                           | [ 28 ] [ 29 ]        |
| 2021    | Times                                  | Lee Jin-woo             | OCN   |                           | [ 30 ]               |
| 2022    | Dr. Park's Clinic                      | Dr. Park Won-jang       | TVING | Serie web                 | [ 31 ]               |
| 2022    | Detrás de cada estrella                | Matthew / Tae-oh        | tvN   |                           | [ 32 ] [ 33 ] [ 34 ] |
| 2024    | High School Return of a Gangster       | Kim Deuk-pal            | TVING | Serie web en 8 episodios  | [ 35 ]               |

### Espectáculos de variedades
| Año           | Título                                | Papel                                             | Ref.          |
| ------------- | ------------------------------------- | ------------------------------------------------- | ------------- |
| 2013-15       | Grandpas Over Flowers                 | Miembro del reparto                               |               |
| 2014-15       | Three Meals a Day                     | Miembro del reparto                               |               |
| 2016          | Talents for Sale                      | Miembro del reparto                               | [ 36 ]        |
| 2016          | Three Meals a Day : Fishing Village 3 | Miembro del reparto                               |               |
| 2017-18, 2021 | Youn's Kitchen                        | Miembro del reparto                               | [ 37 ]        |
| 2017          | Three Meals a Day: Sea Ranch          | Miembro del reparto                               | [ 38 ]        |
| 2018          | Grandpas Over Flowers Returns         | Miembro del reparto                               | [ 37 ]        |
| 2019          | Little Forest                         | Miembro del reparto                               | [ 39 ]        |
| 2020          | Friday Joy Package                    | Miembro del reparto                               | [ 40 ]        |
| 2022          | Unexpected Journey                    | Miembro del reparto                               | [ 41 ] [ 42 ] |
| 2023-24       | Jinny's Kitchen                       | Miembro del reparto y propietario del restaurante | [ 43 ] [ 44 ] |
| 2023          | Jinny's Kitchen: Team Building        | Miembro del reparto                               |               |

## Premios y nominaciones
| Año  | Premio               | Categoría                                                        | Papel                                                       | Resultado | Ref.          |
| ---- | -------------------- | ---------------------------------------------------------------- | ----------------------------------------------------------- | --------- | ------------- |
| 2001 | MBC Drama Awards     | Mejor actor revelación                                           | Her House                                                   | Ganador   |               |
| 2003 | MBC Drama Awards     | Premio a la excelencia, actor                                    | Damo                                                        | Ganador   |               |
| 2003 | MBC Drama Awards     | Premio a la popularidad, actor                                   | Damo                                                        | Nominado  |               |
| 2003 | MBC Drama Awards     | Mejor pareja (con Ha Ji-won)                                     | Damo                                                        | Ganador   |               |
| 2004 | MBC Drama Awards     | Premio a la gran excelencia, actor                               | El Fénix                                                    | Ganador   |               |
| 2004 | MBC Drama Awards     | Premio a la popularidad, actor                                   | El Fénix                                                    | Nominado  |               |
| 2004 | MBC Drama Awards     | Mejor pareja (con Lee Eun-ju)                                    | El Fénix                                                    | Ganador   |               |
| 2006 | SBS Drama Awards     | Premio Netizen a la popularidad, actor                           | Lovers                                                      | Ganador   |               |
| 2006 | SBS Drama Awards     | Top 10 Stars                                                     | Lovers                                                      | Ganador   |               |
| 2007 | MBC Drama Awards     | Premio a la gran excelencia, actor                               | Yi San                                                      | Ganador   | [ 45 ] [ 46 ] |
| 2007 | MBC Drama Awards     | Premio a la popularidad, actor                                   | Yi San                                                      | Nominado  | [ 45 ] [ 46 ] |
| 2007 | MBC Drama Awards     | Mejor pareja (con Han Ji-min)                                    | Yi San                                                      | Nominado  | [ 45 ] [ 46 ] |
| 2008 | Baeksang Arts Awards | Mejor actor, televisión                                          | Yi San                                                      | Nominado  |               |
| 2013 | Style Icon Awards    | Icono de estilo                                                  | —                                                           | Ganador   | [ 47 ] [ 48 ] |
| 2014 | APAN Star Awards     | Premio a la gran excelencia, actor en serie                      | Wonderful Days                                              | Nominado  |               |
| 2014 | KBS Drama Awards     | Premio a la excelencia, actor en serie                           | Wonderful Days                                              | Nominado  | [ 49 ]        |
| 2014 | KBS Drama Awards     | Premio Netizen, actor                                            | Wonderful Days                                              | Nominado  | [ 49 ]        |
| 2014 | KBS Drama Awards     | Mejor pareja (con Kim Hee-sun)                                   | Wonderful Days                                              | Nominado  | [ 49 ]        |
| 2016 | MBC Drama Awards     | Gran Premio (Daesang)                                            | Marriage Contract                                           | Nominado  | [ 50 ]        |
| 2016 | MBC Drama Awards     | Premio a la gran excelencia, actor en proyecto especial de serie | Marriage Contract                                           | Ganador   | [ 51 ] [ 52 ] |
| 2016 | MBC Drama Awards     | Mejor pareja (con Uee)                                           | Marriage Contract                                           | Nominado  | [ 50 ]        |
| 2016 | tvN10 Awards         | Gran Premio (Daesang), Variety Performer                         | Three Meals a Day: Jeongseon Village, Grandpas Over Flowers | Ganador   | [ 53 ]        |
| 2016 | tvN10 Awards         | Icono de variedades                                              | Three Meals a Day: Jeongseon Village                        | Nominado  | [ 53 ]        |